# フィンカンティエリ
フィンカンティエリ（イタリア語：Fincantieri - Cantieri Navali Italiani S.p.A.）は、イタリア・トリエステに本社を置く総合造船グループ企業。
経済財務省の下で Cassa depositi e prestiti の監督を受ける。

## 歴史
フィンカンティエリは1937年に産業復興公社（it:Istituto per la Ricostruzione Industriale、IRI）の傘下として誕生する。Cassa depositi e prestiti を介してイタリアにおける造船業界のための国家による財政支援を実施する。対象としてはリヴァ・トリゴソ造船所（CNR）、アドリア海リウーニティ造船（カンティエーリ・リウニーティ・デッラドリアーティコ、CRDA）、OTO、アンサルドに投資がなされた。
1959年12月29日に国家金融持株会社として再編成される。1984年6月にリウーニティ造船など数社を吸収合併してIRIから独立する。船舶用エンジンを納入していたグランディ・モトーリ・トリエステ（GMT）を所有していたが、1999年にバルチラに売却しバルチラ・イタリアとなった。現在ではフィンカンティエリはヨーロッパおよび地中海地域における最大規模の造船グループとなる。
フィンカンティエリは、造船所を8箇所と研究センターを2箇所、機械部品生産拠点を2箇所有し、9,400人の社員および関連企業を含めれば約20,000人の規模となっている。
ドイツ・ブレーマーハーフェンにロイド・ヴェルフト（Lloyd Werft）の造船施設を所有している。
2009年1月1日に「LCS-1 フリーダム」を建造したマリネット・マリーン（en:Fincantieri Marinette Marine）を含むマニトワック・マリン・グループ（MMG）の買収を完了した。また、MMGが保有していたウィスコンシン州とオハイオ州の生産拠点で政府機関向けの小型船舶の供給を可能とする。主な顧客としてはアメリカ合衆国海軍およびアメリカ沿岸警備隊などがある。

## 子会社
- イソッタ・フラスキーニ自動車（Isotta Fraschini Motori SpA）、船舶用エンジンの製造会社。
- フィンカンティエリ北米マリーン・システムズ（Fincantieri North America Marine Systems inc.）、アメリカでの販売及び保守整備会社。
- フィンカンティエリ・ホールディング（Fincantieri Holding B.V.）、外国関係の管理会社。
- フィンカンティエリ・マリーン・グループ（Fincantieri Marine Group）、マニトワック。
- ロイド・ヴェルフト（Lloyd Werft）、株式の34.21％を保有。
- ELNAV（ELNAV SpA）、海運会社で株式の49％を保有。
- CATENA（海洋技術研究センター、Centro per gli Studi di Tecnica Navale SpA）、海洋技術の研究開発会社で株式の71.10％を保有。
- SEAF（SEAF SpA）、金融会社。
- 海軍オリゾンテ・システム（Orizzonte Sistemi Navali S.p.A.）、フィンメッカニカとの合弁によるホライズン計画に関する会社。
- ラ・スペツィア流域管理（Gestione Bacini La Spezia S.p.A.）、ムッジャーノ造船所の管理会社。
- パレルモ流域（Bacini di Palermo S.p.A）、パレルモ造船所の管理会社。

## 造船所

### クルーズ船舶

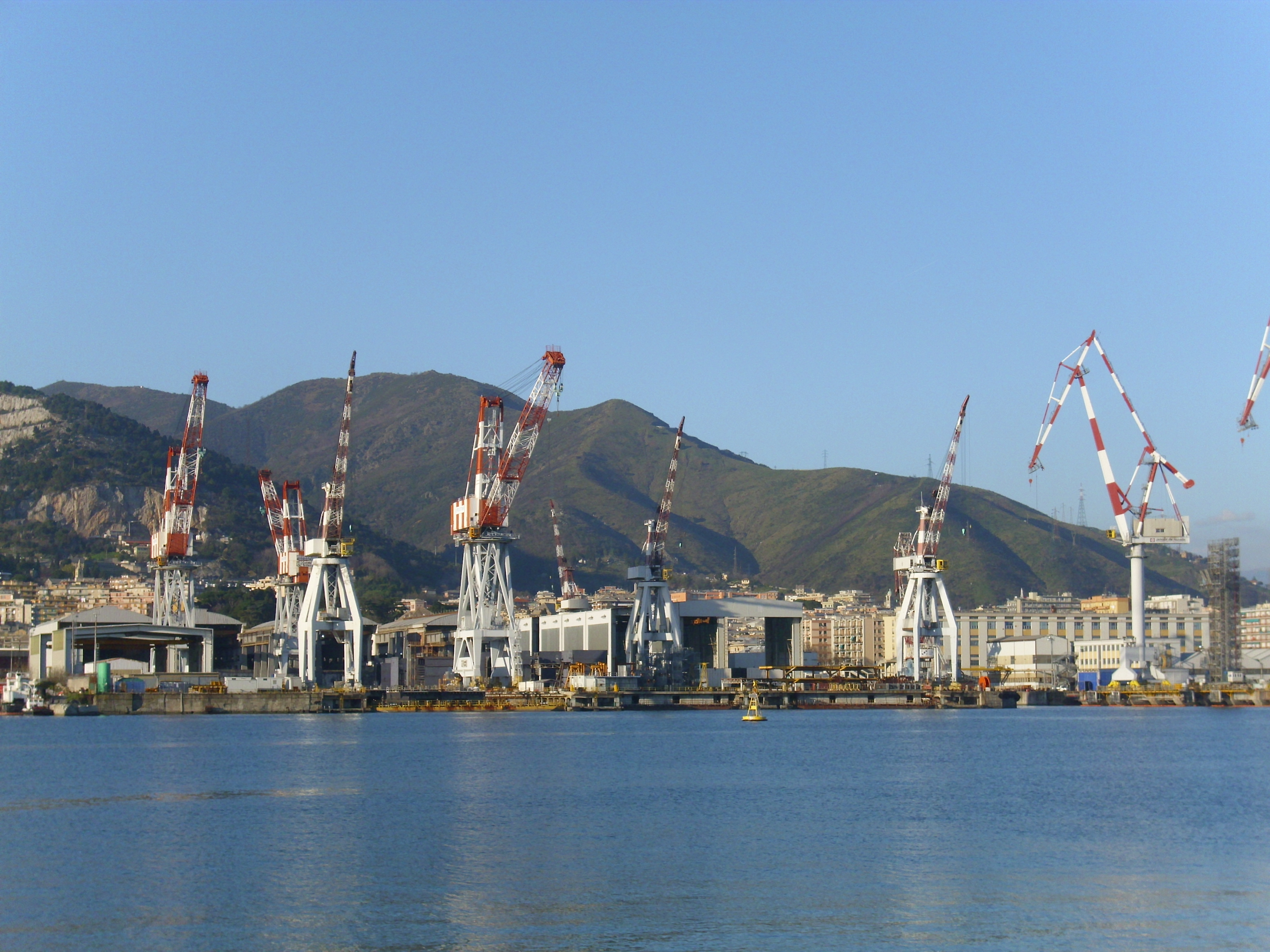
ジェノヴァ セストリ・ポネンテ（Sestri Ponente）

- モンファルコーネ造船所
- マルゲーラ造船所（ヴェネツィア）
- セストリ・ポネンテ造船所（ジェノヴァ）

### 輸送船舶
- アンコーナ造船所
- パレルモ造船所

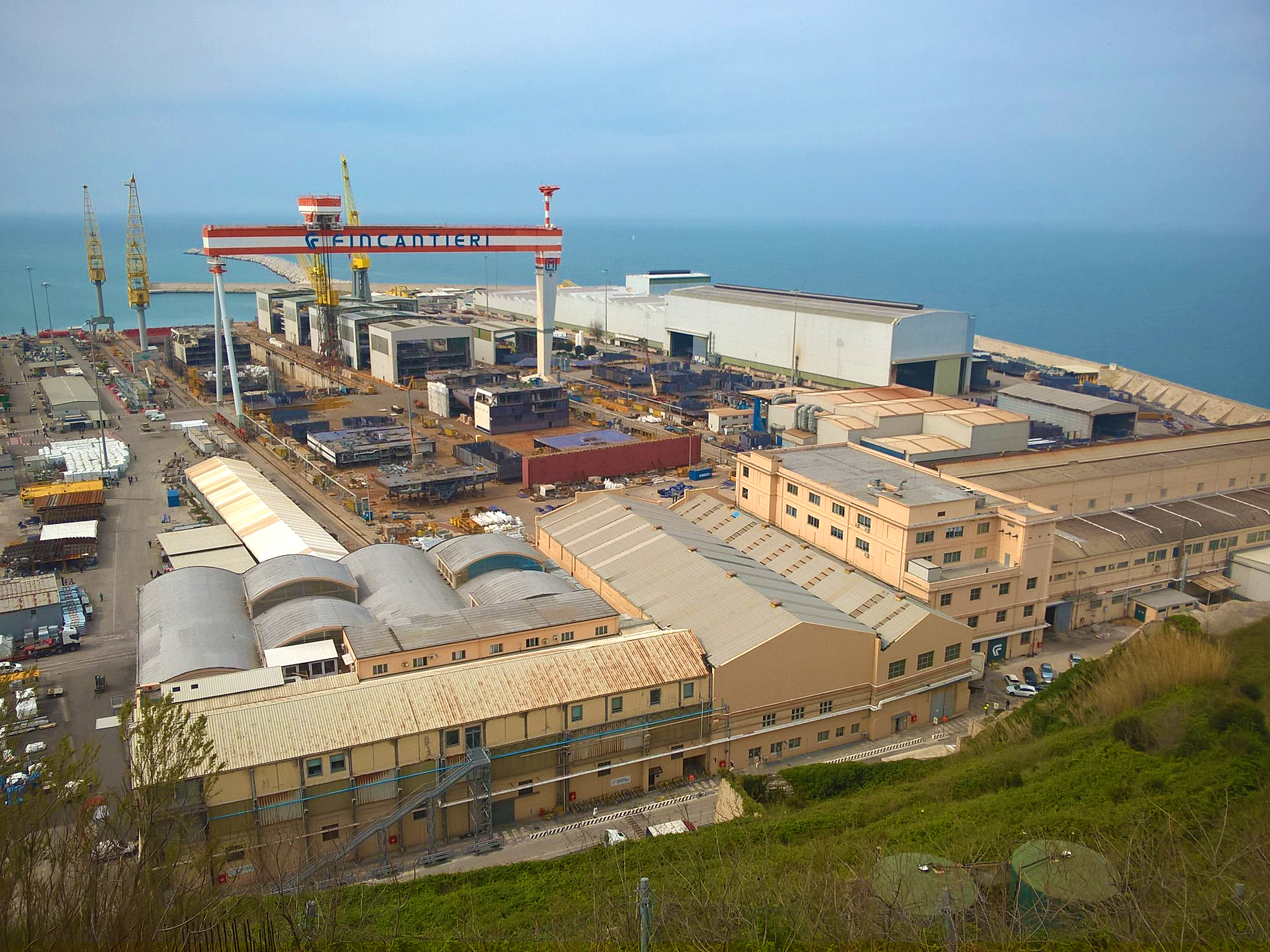
アンコーナ

- カステッランマーレ・ディ・スタービア造船所

### 軍用艦艇
- ムッジャーノ造船所（ラ・スペツィア）
- リヴァ・トリゴソ造船所（セストリ・レヴァンテ）
- カステッランマーレ・ディ・スタービア造船所（ナポリ）
- マリネット・マリーン (ウィスコンシン)

### 保守整備
- トリエステ造船所
- パレルモ造船所

## 建造実績

### 民間船舶
- クルーズ客船：「サン・プリンセス」
- クルーズ客船：「グランド・プリンセス」
- クルーズ客船：「カリビアン・プリンセス」
- クルーズ客船：「カーニバル・デスティニー」
- クルーズ客船：「カーニバル・コンクェスト」

- クルーズ客船：「カーニバル・ドリーム」
- クルーズ客船：「クイーン・ヴィクトリア」
- クルーズ客船：「クイーン・エリザベス」
- クルーズ客船：「コスタ・クラシカ」
- クルーズ客船：「コスタ・フォーチュナ」
- クルーズ客船：「コスタ・コンコルディア」
- クルーズ客船：「コスタ・ルミノーザ」
- クルーズ客船：「コスタ・ベネチア」
- クルーズ客船：「コスタ・フィレンツェ」
- クルーズ客船：「ディズニー・マジック」
- クルーズ客船：「スタテンダム」
- クルーズ客船：「フォーレンダム」
- クルーズ客船：「アムステルダム」
- クルーズ客船：「ザイデルダム」
- クルーズ客船：「ユーロダム」
- クルーズ客船：「アーケイディア」
- クルーズ客船：「ヴェンチューラ」
- クルーズ客船：「マリーナ」
- クルーズ客船：「シルバー・スピリット」
- クルーズ客船：「ル・ボレアル」
- クルーズ客船：「スタープリンセス」

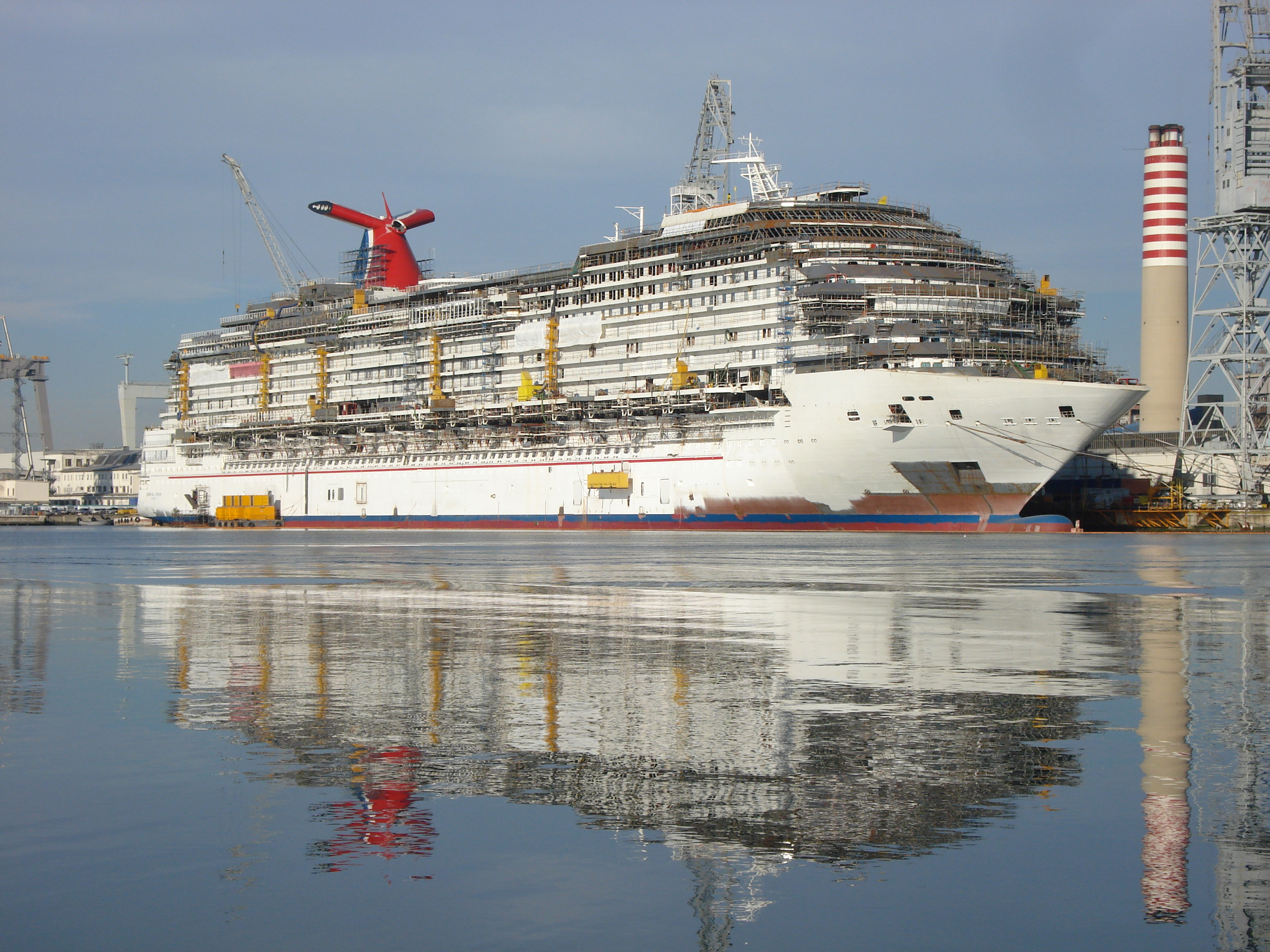
建造中のカーニバル・ドリーム

- フェリー：「プライド・オブ・ロッテルダム」
- フェリー：「ダニエル・カサノヴァ」

### 軍用艦艇
- アメリカ海軍
  - コンステレーション級ミサイルフリゲート
- イタリア海軍
  - 212A型潜水艦 × 2隻
  - サウロ級潜水艦 × 4隻
  - 「カヴール」
  - 「ジュゼッペ・ガリバルディ」
  - サン・ジョルジョ級強襲揚陸艦 × 3隻
  - トリエステ級強襲揚陸艦 × 1隻
  - アンドレア・ドーリア級駆逐艦 × 2隻
  - デ・ラ・ペンネ級駆逐艦  × 2隻
  - カルロ・ベルガミーニ級フリゲート  × 10隻
  - マエストラーレ級フリゲート × 2隻
  - 「エレットラ」
- イタリア沿岸警備隊
  - ディチョッティ級巡視船（英語版） × 5隻
- Armed Forces of Malta
  - ディチョッティ級巡視船 × 1隻
- イラク海軍
  - ディチョッティ級巡視船 × 4隻
- マレーシア海軍
  - ラクシュマナ級コルベット
- カタール海軍
  - アル・ズバラ級フリゲート